# Oscar Scaglietti
Oscar Scaglietti (San José, 24 novembre 1906 – Bologna, 26 ottobre 1993) è stato un chirurgo italiano specializzato in ortopedia, noto come "il chirurgo dei calciatori".

## Biografia
Nato in Costa Rica da commercianti italiani, la sua famiglia fece ritorno in patria quando egli aveva due anni, stabilendosi prima a Novellara e poi a Bologna. Qui nel 1930 si laureò a pieni voti in medicina con una tesi dedicata alle Ricerche anatomiche sulla sacralizzazione dolorosa della quinta vertebra lombare ed iniziò la carriera professionale presso l'Istituto Ortopedico Rizzoli, dove nel 1936 conseguì la libera docenza in clinica ortopedica dopo essere stato allievo, assistente e poi aiuto di un maestro illustre come Vittorio Putti, il fondatore dell'ortopedia italiana. Il rapporto tra Putti e Scaglietti è uno dei più luminosi esempi di legame tra il maestro amatissimo e l'allievo prediletto, a più riprese inviato da Putti in estate a Vienna a fare esperienza presso il maggiore anatomo-patologo del tempo, Jacob Erdheim. Nel 1936 il Congresso Mondiale di Ortopedia tenutosi a Bologna consacrò la centralità dell'Istituto Rizzoli e l'eccellenza della scuola di Putti nel panorama internazionale, ma la sua prematura scomparsa nel 1940 segnò una brusca interruzione nella carriera accademica di Scaglietti, che perse l'incarico da poco ottenuto a Modena.

### Il Centro ortopedico e mutilati di Bologna
Il coinvolgimento dell'Italia nella seconda guerra mondiale, vide Scaglietti nominato ufficiale responsabile del Centro ortopedico e mutilati per fronteggiare quella che si stava ormai rivelando come una grave emergenza bellica. Intitolato a Vittorio Putti, il Centro trovò collocazione sulla collina di San Michele in Bosco, a pochi passi dall'Istituto Rizzoli, nei locali del Seminario arcivescovile fattovi erigere dal cardinal Nasalli Rocca nel 1932, che lo mise a disposizione del maggiore medico della Regia Marina Oscar Scaglietti e dei suoi malati. Il 27 marzo 1941 venne inaugurato ufficialmente come reparto specializzato di "chirurgia degli organi di movimento" dell'Ospedale Militare dell'Abbadia (che era situato invece nel centro cittadino) con lo scopo di curare i militari feriti e di fornire assistenza e trattamento fisioterapico e protesico ai reduci dal fronte che avevano subito l'amputazione degli arti per congelamento durante le campagne in Albania e Grecia.
Dopo la visita ufficiale di Mussolini nell'estate del 1942, il successo della nuova struttura e il continuo aumento di pazienti (la massima capienza di 480 posti letto fu raggiunta rapidamente e spesso superata fino ad ospitare 600 ricoverati) spinse le autorità militari ad aprire analoghi centri per mutilati a Milano e a Roma. Nel settembre 1942 Scaglietti, promosso tenente colonnello, poteva disporre di un reparto efficiente ed autosufficiente sia in termini di personale che di logistica, pronto ad accogliere la nuova ondata di reduci dalla campagna di Russia, anche se ormai il numero dei mutilati d'arma da fuoco (campagna d'Africa in particolare) stava superando quello delle amputazioni per congelamento.
L'8 settembre provocò la fuga di quasi tutto il personale di servizio, che però Scaglietti sostituì rapidamente accogliendo nell'istituto tutti gli sbandati che vi cercavano rifugio e assumendone una parte. Dovette anche trasformarsi in abile negoziatore trattando con i tedeschi per evitare che l'ospedale bolognese passasse sotto il controllo sanitario germanico. Oltre agli sbandati, cercò di aiutare alcuni militari alleati feriti ad evitare la cattura e molti ebrei a sfuggire alle retate. Collaborando con Gianguido Borghese, commissario politico del CUMER (Comando unico militare dell'Emilia-Romagna), fiancheggiò la resistenza, permettendo ad esempio ai partigiani di recuperare le armi depositate dai militari ricoverati e fornendo loro viveri e medicamenti. Con l'avanzare delle truppe alleate e i bombardamenti, crebbe il numero di feriti e anche la cappella fu trasformata in una camerata d'ospedale portando il numero totale dei ricoverati a 700. Scaglietti compiva fino a tre turni operatori di seguito, alternando ogni 8 ore il personale di sala, che spesso sveniva per la fatica: la mano chirurgica inimitabile di Scaglietti, soprannominato in seguito dai colleghi statunitensi il Michelangelo dell'ortopedia (compiva in venti minuti alcune operazioni che richiedevano normalmente tre ore), si formò allora. Si dice che abbia compiuto quasi diecimila interventi nel corso della guerra.
Il 20 novembre 1944 il maresciallo Graziani ordinò il trasferimento dell'ospedale al nord, oltre il Po; Scaglietti vi si oppose andando di sua iniziativa a Gardone Riviera e riuscendo ad incontrare Mussolini che, chiamato Graziani, gli ordinò di revocare l'ordine. Il Centro ortopedico bolognese, però, ormai non era più un semplice ospedale; in quegli anni di guerra era diventato una sorta di roccaforte indipendente dal punto di vista scientifico e assistenziale, per non dire politico: vi «furono accolti, senza alcuna distinzione, militari di ogni nazionalità. Ci fu spazio per fascisti, partigiani e civili comuni; se era il caso, si aprivano le porte - di nascosto - a bambini bisognosi e, perché no, anche a qualche donna!» Così, all'alba del 29 novembre, le brigate nere e le SS tedesche accerchiarono l'ospedale e lo perquisirono da cima a fondo senza trovare nulla: Scaglietti fu arrestato con altri quattro sospetti e trascinato per un lungo interrogatorio al comando delle SS che l'indomani dovettero rilasciarlo. Il nome di Scaglietti venne anche trovato nella lista Jacchia, ma anche in quel caso la sua abilità come chirurgo prevalse su considerazioni di ordine politico.

### La carriera accademica e professionale
Liberata Bologna il 21 aprile 1945, l'ospedale passò per qualche tempo sotto il controllo militare inglese e poi alle dipendenze della Croce Rossa Italiana. Il 31 agosto 1947 Scaglietti assunse la direzione dell'Istituto Ortopedico Toscano "Piero Palagi", lasciando a Bologna Leonardo Gui con il compito di sostituirlo alla guida del Centro ma tornandovi ogni settimana fino al 1951, quando il Putti cessò ogni attività. Nel 1956 vinse una cattedra all'Università di Firenze, che mantenne fino al 1977, fondando una scuola di ortopedia che raggiunse fama internazionale.
Fu tra i fondatori della chirurgia della mano in Italia proponendo nell'ottobre del 1959, durante il 44º Congresso Nazionale della Società Italiana di Ortopedia e Traumatologia, di creare una sezione particolare di Chirurgia della Mano e poi organizzando nel dicembre del 1962 il primo Simposio di Chirurgia della Mano, svolto nell'aula del Centro traumatologico ortopedico INAIL di Firenze, una struttura d'avanguardia dove nel frattempo si era trasferito.
Considerato un luminare e uno dei padri dell'ortopedia italiana, ottenne vasta notorietà negli anni cinquanta e sessanta anche per aver curato diversi calciatori, tra cui Boniperti, Hamrin, Albertosi, Bertini e Garrincha. La popolarità acquisita fece sì che, fra le altre, si rivolgessero a lui importanti personalità come Pietro Nenni, l'ultimo re dell'Afghanistan Mohammed Zahir Shah e Gianni Agnelli, nonché celebri attrici come Monica Vitti, Isabella Rossellini ed Elizabeth Taylor.